# Frente de Todos

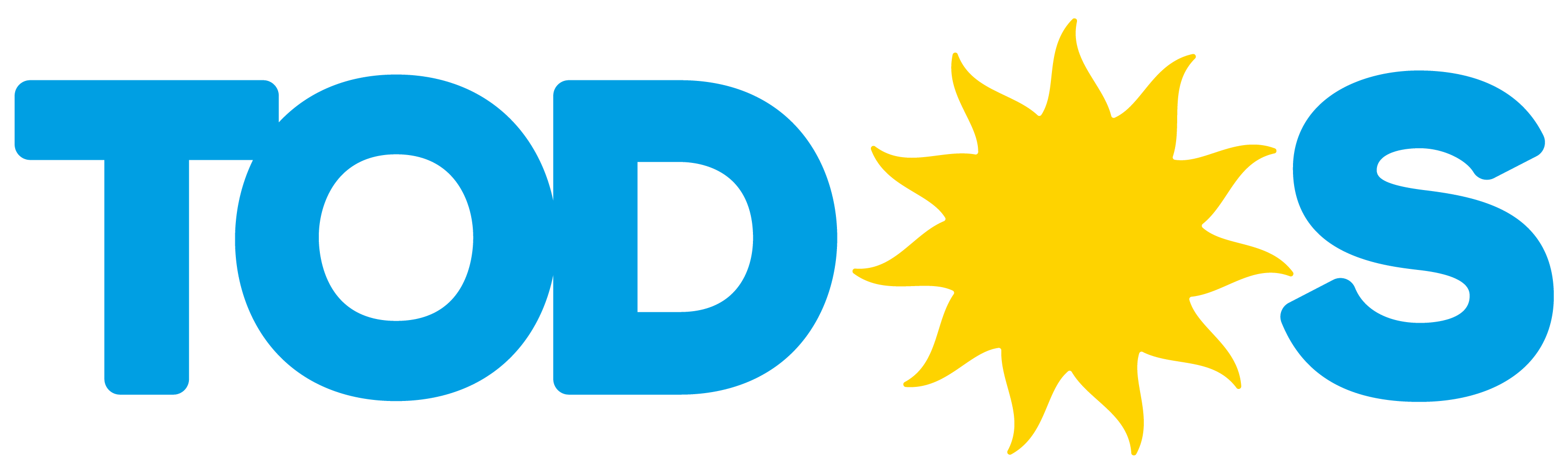
Logo der Wahlallianz Frente de Todos

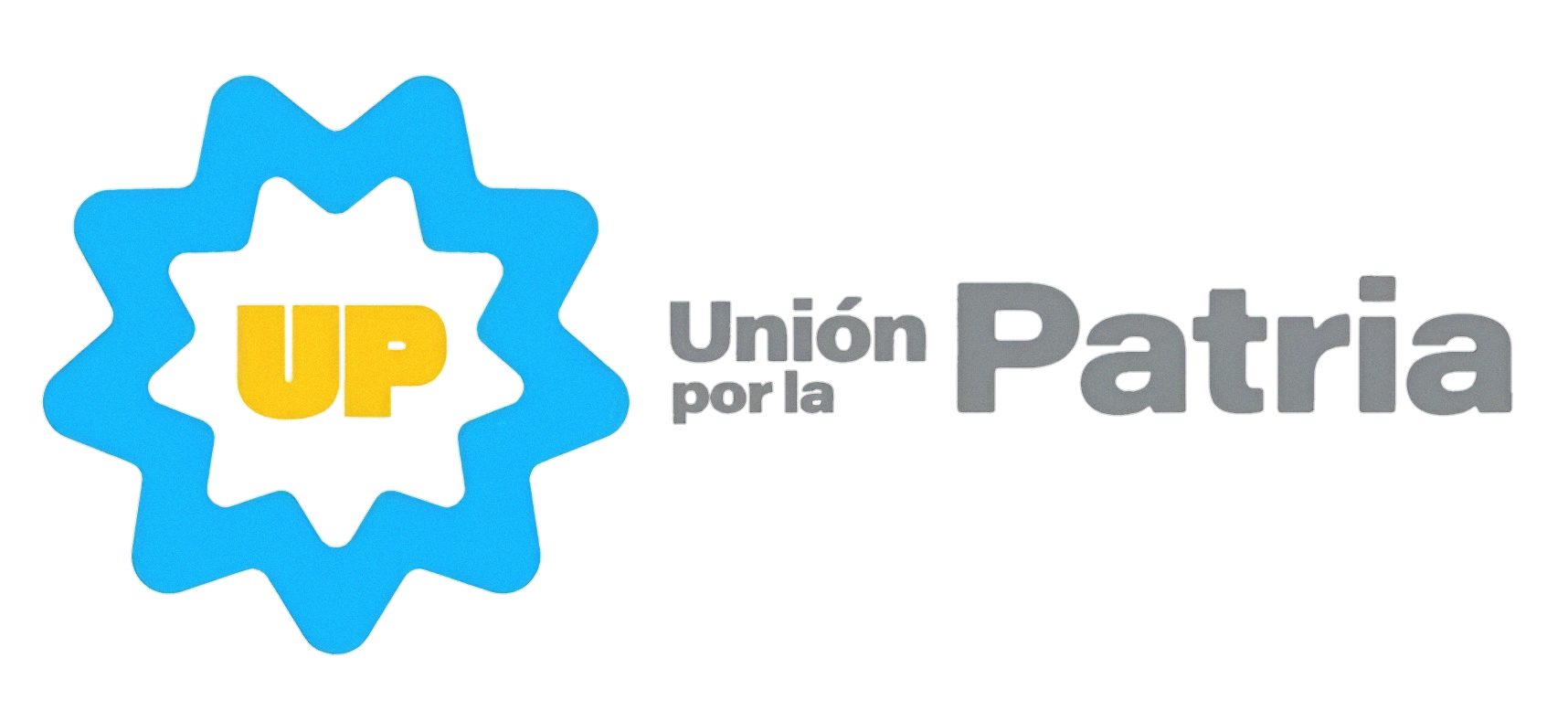
Logo der Wahlallianz Unión por la Patria

Frente de Todos (spanisch „Front eines Jeden“) ist ein Wahlbündnis in Argentinien, das für die Präsidentschaftswahlen 2019 gegründet wurde und mit Alberto Fernández von 2019 bis 2023 den argentinischen Präsidenten stellte. Für die Präsidentschaftswahlen 2023 änderte das Bündnis seinen Namen in Unión por la Patria.

## Politische Einordnung
Das Wahlbündnis wird politisch zumeist als links der Mitte eingeschätzt. Die Allianz verbindet mehrere dem Peronismus bzw. dem Partido Justicialista nahestehende Strömungen und Gruppierungen, die wichtigsten sind der so genannte Kirchnerismo, der zuvor in der Frente para la Victoria organisiert war, und der Frente Renovador um Sergio Massa. Der Frente de Todos wird auch vom Gewerkschaftsverbund CGT unterstützt.

## Präsidentschaftswahlen 2019
Bei den Vorwahlen im August 2019 erlangte die Präsidentschaftskoalition von Frente de Todos unter der Führung von Präsidentschaftskandidat Alberto Ángel Fernández und Vizepräsidentschaftskandidatin Cristina Fernández de Kirchner 47 % der Stimmen. Sie traten im Oktober 2019 bei den allgemeinen Wahlen unter anderem gegen den amtierenden Präsidenten Mauricio Macri (Juntos por el Cambio) an und setzten sich mit 48,10 % der Stimmen gegen Amtsinhaber Macri (40,37 %) durch. Seit dem 10. Dezember 2019 ist Alberto Fernández Präsident Argentiniens.

## Präsidentschaftswahlen 2023
Für die Präsidentschaftswahlen 2023 bildete sich das Bündnis Unión por la Patria, welches inhaltlich und personell dem Frente de Todos nachfolgt. Präsident Alberto Fernández erklärte seinen Verzicht einer neuen Kandidatur. Als Kandidat für dieses Bündnis setzte sich in den Vorwahlen im August 2023 Sergio Massa, zu diesem Zeitpunkt Wirtschaftsminister im Kabinett Fernández, durch. Er kandidierte mit Agustín Rossi. Im ersten Wahlgang erreichte Massa die meisten Stimmen und einen Anteil von knapp 37 %. In der Stichwahl unterlag die Wahlformel mit 44 % gegen Javier Milei (56 %) von La Libertad Avanza.

## Sonstiges
Gleichnamige Allianzen unterschiedlicher politischer Ausrichtung wurden in den Provinzen Chaco und Corrientes bereits in der Mitte der 1990er-Jahre gegründet.
Im Logo zeigt der Frente de Todos die Sonne (in Anlehnung an die Sonne auf der argentinischen Flagge) anstelle des zweiten „o“. Dadurch wird ein generisches Maskulinum vermieden.